# Instrument de corda fregada

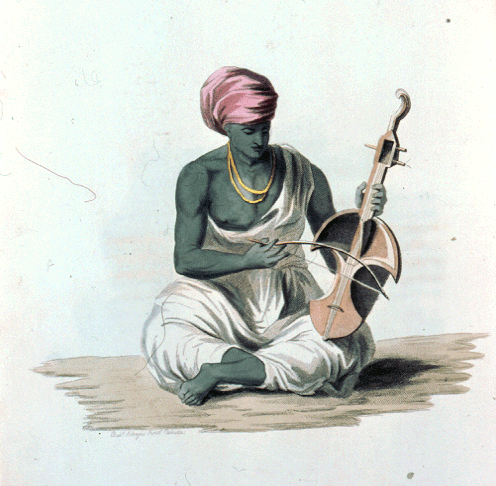
Sarinda.

Un instrument de corda fregada  és instrument de corda en què el so s'obté fent lliscar un arquet sobre les cordes per fer-les vibrar. Són instruments dits melòdics o lineals, és a dir que produeixen una nota simple. A més, si l'arc passa per dues o més cordes alhora es poden aconseguir acords. En certes ocasions, també es poden puntejar amb els dits (el que es coneix com a pizzicato). També permeten obtenir harmònics artificials tot combinant una pressió normal sobre la corda amb una altra més lleugera. Aquests instruments musicals prenen una rellevància especial en les orquestres perquè permeten produir els timbres més matisats i suaus. Alguns instruments de corda fregada són el contrabaix l'erhu, l'octabaix, el rabec, el sarangi, la viola, la viola de gamba, la viola d'amor, el violí, el violoncel o la viola de roda.
A part de l'acció de fregar la corda, hi ha altres maneres especials de produir el so en aquests instruments: 

Quadre de Caravaggio.

1. El pizzicato s'aconsegueix pessigant la corda amb els dits, no fregant amb l'arc.
2. El trèmolo (en italià, «tremolor») s'indica traçant unes línies a través de la plica d'una nota i és el signe utilitzat per indicar l'execució d'una sola nota, fregant l'arc ràpidament.
3. Col legno («amb la fusta») vol dir que s'ha de fregar la corda amb la fusta de la barra de l'arc en lloc de les truges.
4. Con sordina («amb sordina») indica l'ús de la sordina, que és una petita grapa que es col·loca sobre o sobre el pont per impedir la total ressonància del cos de l'instrument. D'aquesta forma s'emmudeix o s'apaga la intensitat del so produït.
5. Sul ponticello («sobre el pont») indica a l'executant que fregui l'arc el més a prop possible del pont de l'instrument. Produeix un so dur i agre que pot resultar apte en certs contextos, per exemple per a aconseguir una atmosfera de misteri.
6. Sul tasto («sobre el pal») indica l'acció oposada a sul ponticello. L'executant ha de fregar l'arc prop del batedor de l'instrument. L'efecte obtingut és particularment suau i melós.